# Luka Tomanović

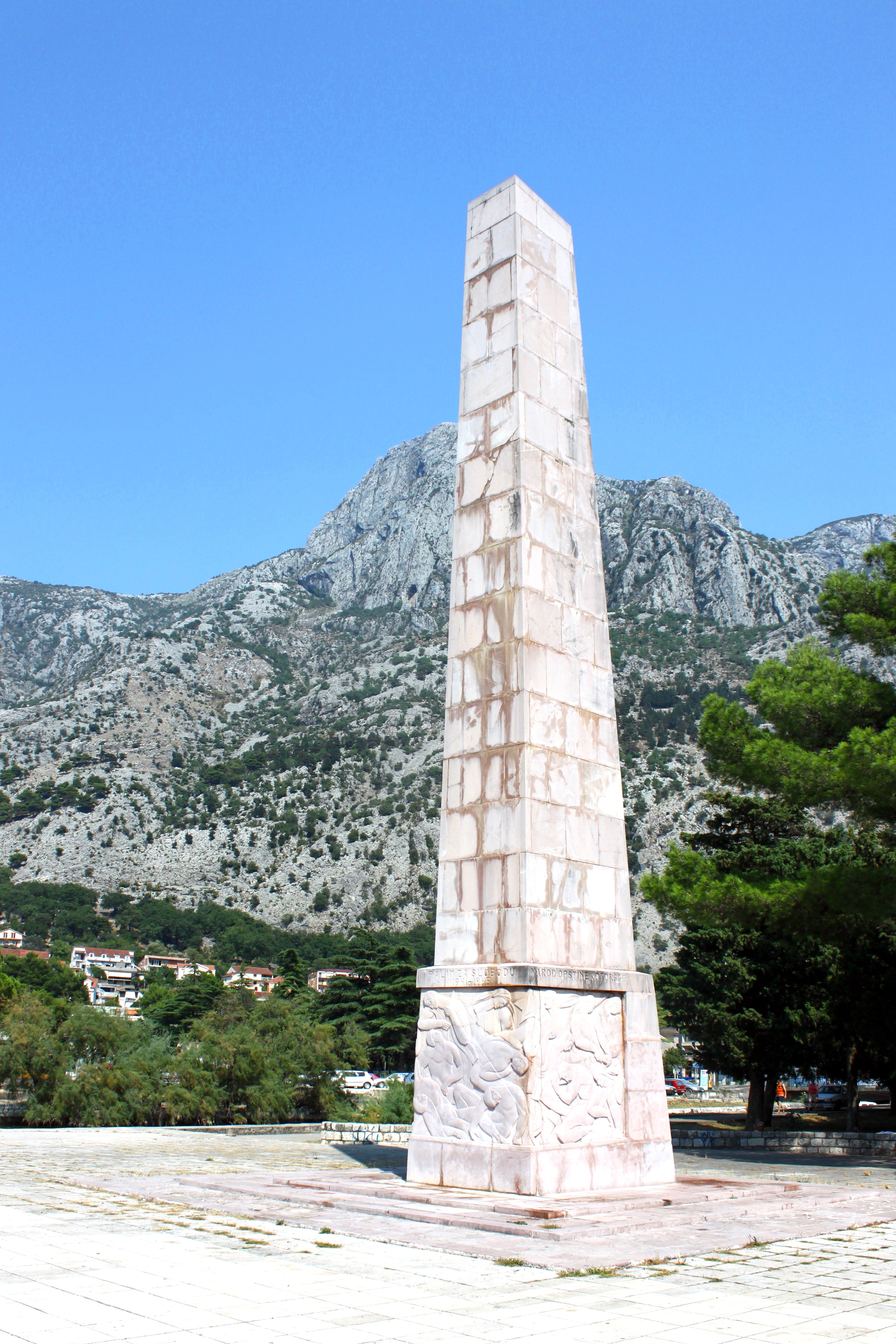
Pomnik "Płonę za Wolność" w Kotorze

Luka Tomanović (ur. 25 września 1909 w Lepetani, zm. 28 sierpnia 1992 w Igalo) – czarnogórki rzeźbiarz, autor pomników.

## Życiorys
Ukończył Szkołę Nauczycielską w Cetynii (1932 rok) i działał w Hercegowinie do II wojny światowej. Od 1941 roku brał udział w jugosłowiańskiej wojnie o wyzwolenie narodowe. Przez pewien czas przetrzymywany był na wyspie Mamula. W 1952 roku ukończył Akademię Sztuki Stosowanej w Belgradzie, a w okresie od 1953 roku do 1964 roku był dyrektorem Szkoły Artystycznej w Herceg Novi. Był członkiem ULUCG (Udruženje likovnih umjetnika Crne Gore) oraz CANU (Crnogorska akademija nauka i umjetnosti). Zwyciężał w krajowych i zagranicznych konkursach. 
Był twórcą rozległych kompozycji rzeźbiarskich, pomników, popiersi, jak również mniejszych form, w tym portretowych. W swojej twórczości (głównie kamień i drewno) łączył tradycję z nowoczesnością. 

## Dzieła
Do jego głównych dzieł należały:
- kompleks pamięci w Dolima,
- pomnik Bezmetkovića na Savinie w Herceg Novi,
- pomnik Powstańców Krivosija (Risan),
- pomnik Bohaterów Ludowych Mediolanu,
- pomnik Milana Spasića i Sergeja Mašery w Tivacie,
- pomnik "Płonę za Wolność" w Kotorze[1].